# Pickard Ridge
Pickard Ridge är en bergstopp i Antarktis. Den ligger i Östantarktis. Australien gör anspråk på området. Toppen på Pickard Ridge är 70 meter över havet.
Terrängen runt Pickard Ridge är mycket platt. Havet är nära Pickard Ridge åt nordost. Pickard Ridge är den högsta punkten i trakten. Trakten är obefolkad. Det finns inga samhällen i närheten.